# Marc Fuchs
Pour les articles homonymes, voir Fuchs.
Marc (ou Mark, Marcus, Markus) Fuchs, né à Tryluchowe en Pologne ou à Tchortkiv en Ukraine (royaume de Galicie et de Lodomérie) le 7 mars 1890 et mort à Bruxelles le 20 mai 1934, est un peintre expressionniste de l'École belge.

## Biographie
À partir de 1913, il est élève de l'Académie des Beaux-Arts de Bruxelles où il suit les cours d'Émile Vandamme-Sylva, des symbolistes Jean Delville et Constant Montald et de Gisbert Combaz.
Repéré par la Galerie Georges Giroux, il expose au premier Salon de la Jeune peinture belge en janvier 1923 aux côtés des Magritte, Delvaux, Pierre-Louis Flouquet et Marcel-Louis Baugniet.
Il expose avec le Cercle artistique et littéraire de Bruxelles en 1931.
« Poussé par la folie de la persécution », il se suicide, en 1934.

### Anti-héros
Il est l'anti-héros de la nouvelle antisémite de Michel de Ghelderode Eliah le peintre, publiée dans son recueil intitulé Sortilèges et autres contes crépusculaires, parue en 1941. Ghelderode expose la haine antisémite et le harcèlement moral que l'écrivain voue à Marc Fuchs au point de rêver de l'assassiner. À son réveil, voulant passer à l'acte, il doit constater que Fuchs l'a devancé en se suicidant.

## Galerie

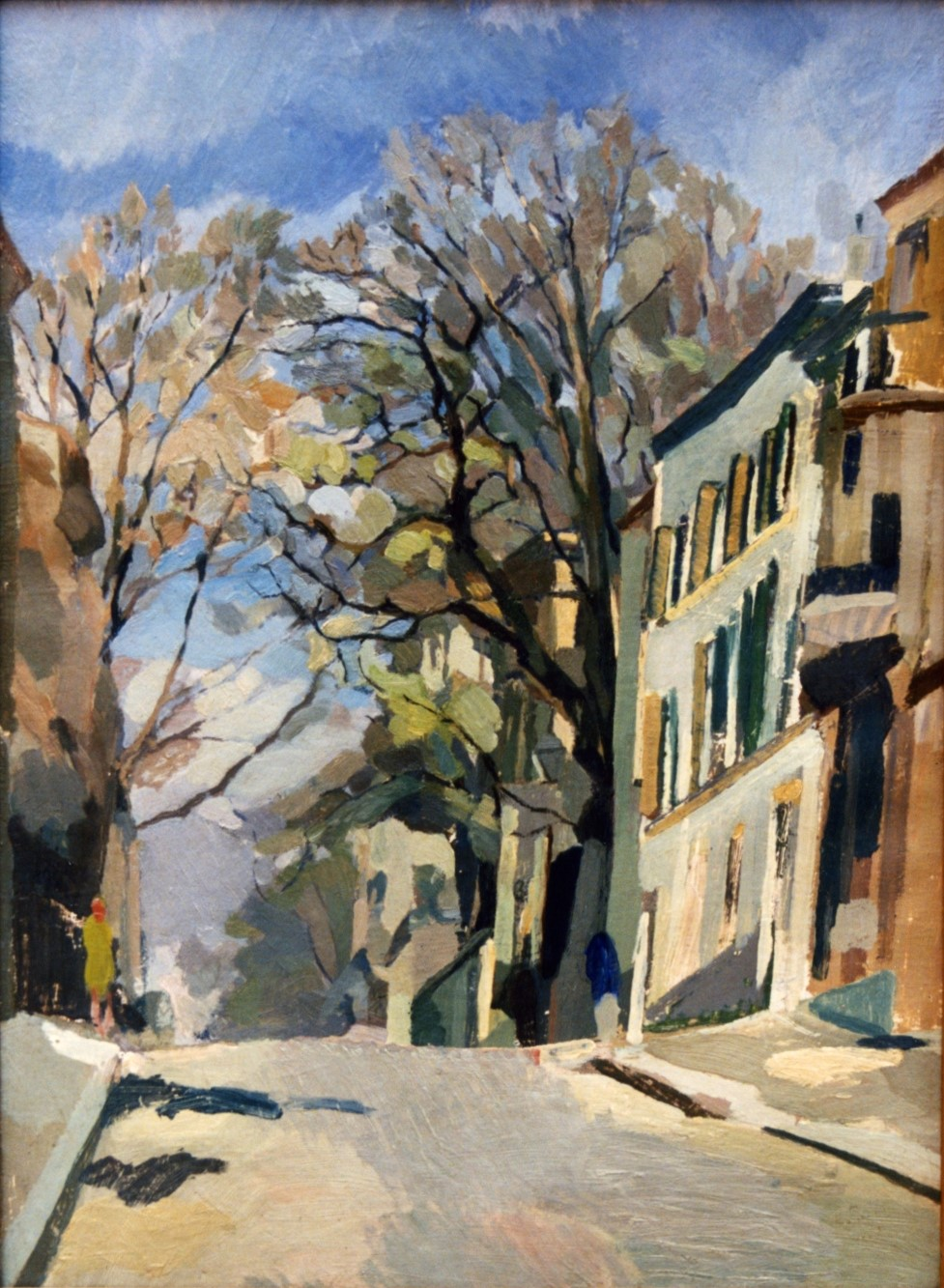
La rue des Champs Elysées Ixelles

https://collections.heritage.brussels/fr/objects/78963